# 胡蝶 (舞楽)

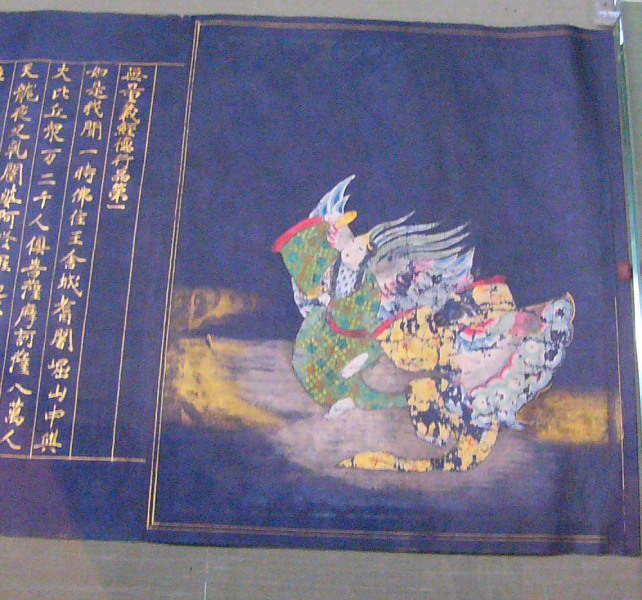
『紺紙金字無量義経』
平基親の発願ゆえに『平基親願経』ともいう、治承2年（1178年、平安時代後期後半）の装飾経。紺紙金字、1巻。東京国立博物館所蔵。画像は見返しの部分であり、紺地を背景に極彩色の胡蝶楽による十種供養伝供の図を描いている。

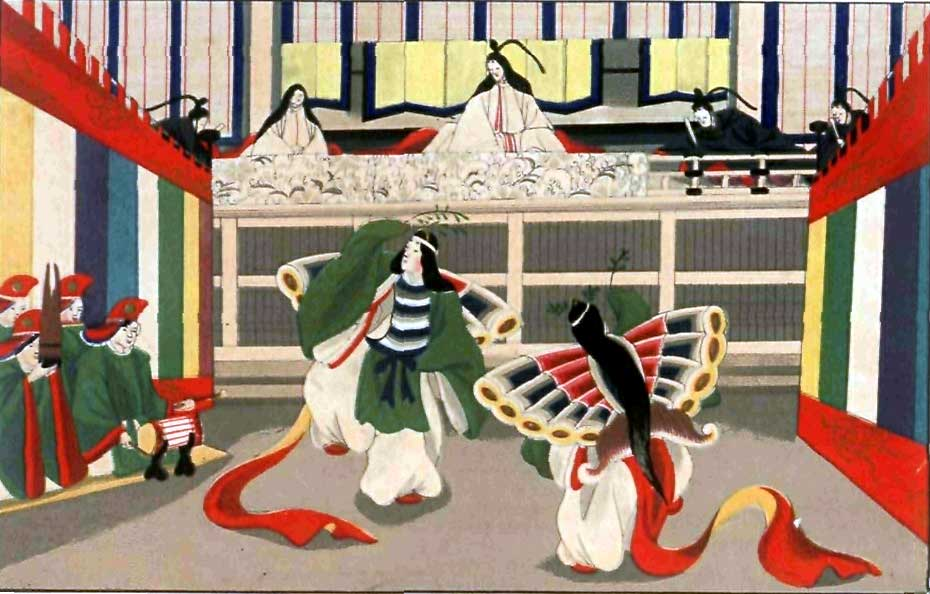
『日本の礼儀と習慣のスケッチ』（慶応3年/1867年刊行）より、御前（天皇の前）で披露される胡蝶楽。原画はイギリス海兵隊の艦隊に随行して来日したJ・M・W・シルバー (J.M.W. Silver) によるスケッチ。彩色平板印刷（ファクシミリ）。

雅楽における胡蝶/蝴蝶（こちょう）とは、胡蝶楽/蝴蝶楽（こちょうらく）の略語。雅楽の曲名であり、舞楽の一つ。春の日に舞い遊ぶ蝶を表した四人舞であることから「蝶」の名がある。胡蝶の舞/蝴蝶の舞（こちょうのまい）ともいう。

## 概要
高麗楽（三韓楽の一つである高麗楽〈高句麗の民族音楽〉では無く、渤海楽・三韓楽を中心に平安時代に編集された音楽様式）・右方の舞に属するが、渤海や朝鮮半島が起源なのではなく、高麗楽の様式に則って日本で作られた曲（本邦楽）。迦陵頻の番舞（つがいまい）として作られたため、迦陵頻を形式や装束のベースにおいている。
曲の調子は高麗壱越調（唐楽の平調と同様）。作曲は藤原忠房、振り付けは敦実親王。
童舞（どうぶ、とうぶ、わらわまい、わらべまい）として作られ、原則として4名の少年が舞う。神社では巫女や少女が舞う場合もある。

## 装束・化粧
平絹白地の袴の上に、緑系統の地色に蝶を散らした尻長の紗の指貫（奴袴）を着て、手には山吹の枝を持つ（持ち花という）。足には絲鞋を履き、背と胸に、牛革、または、重ね貼りした和紙に胡粉を引いて紅や緑青で描かれた蝶の翅（はね）を胸当てと共に着ける。頭に鍍金した唐草模様の前天冠（まえてんがん）（雅楽では、山形の額飾りと側頭部に二本の剣形の飾りを備えた金属製のヘッドバンドを指す）をつけて挿頭華（かざし。左右一対の山吹の花の小枝）を挿し、図画資料では髪は下の輪のみの角髪に結うことが多い。化粧は稚児と同様の白塗りの厚化粧が原則となるが、しない場合や薄化粧の場合もある。
『源氏物語』第54帖「胡蝶」などを見ると、この衣装をつけさせた童子に宴会の際の舟を漕がせることなども行われていたらしい。